# Miembros de la Sociedad Secreta de Supervillanos
A lo largo de su historia la  Sociedad Secreta  de Supervillanos, ha tenido varias encarnaciones con diferentes líderes que persiguen diferentes objetivos. Sin embargo un ideal general en todas las encarnaciones, es la de acabar con los superhéroes del universo de DC Comics.

## Sociedad de Darkseid
Estos miembros de la Sociedad Secreta de Super Villanos fueron reunidos en secreto por Darkseid cuando el grupo fue fundado en 1976. Luego del descubrimiento de la verdadera identidad de su benefactor, el grupo se disolvió. Desde entonces, varios líderes como Lex Luthor, Wizard y Silver Ghost se han apoderado o han reformado la Sociedad, incluyendo a miembros antiguos y nuevos en la lista.
- Amo de los Espejos (Sam Scudder)
- Angle Man (Pre Crisis)
- Bizarro (Pre Crisis)
- Blockbuster (Mark Desmond)
- Capitán Bumerang (Digger Harkness)
- Capitán Cometa
- Capitán Frío
- Capitán Stingaree
- Cavalier
- Chronos (David Clinton)
- Copperhead
- Creeper
- Darkseid
- Félix Fausto
- Floronic Man
- Funky Flashman
- Gorilla Grodd
- Hi-Jack
- Hiedra Venenosa
- Lex Luthor
- Manhunter (Paul Kirk clone)
- Matter Master
- Polilla Asesina
- Profesor Zoom
- Quakemaster
- Shadow Thief
- Silver Ghost
- Sinestro
- Sizematic Twins
- Star Sapphire (Deborah Camille Darnell)
- Trickster (James Jesse)
- Wizard

## Sociedad de Ultra-Humanidad
La siguiente encarnación de la Sociedad Secreta fue organizada por Ultra-Humanidad, quien reclutó a los enemigos tanto de la Liga de la Justicia, como de la Sociedad de la Justicia.
- Brainwave
- Chita (Deborah Domaine)
- Floronic Man
- Killer Frost (Crystal Frost)
- Mist
- Monocle
- Psico-Pirata (Roger Hayden)
- Ragdoll (Peter Merkel)
- Signalman
- Ultra-Humanidad

## Sociedad Underground
Cuando la JLA resurgió con los siete grandes miembros, Brainwave comenzó a reunir una nueva Sociedad Secreta para acabar con la recién formada Liga de la Justicia, pero Brainwave era en realidad Detective Marciano encubierto, para llevar a los villanos a una trampa, donde la Liga detendría más villanos en poco tiempo.
- Amos Fortune
- Banda de la Escalera Real sin el Rey
- Black Hand
- Blockbuster (Roland Desmond)
- Capitán Bumerang (Digger Harkness)
- Capitán Frío
- Cheshire
- Chita (Barbara Ann Minerva)
- Crazy Quilt
- Deadshot
- Doctor Alchemy
- Doctor Sivana
- Dos Caras
- El Espantapájaros
- Félix Fausto
- Fiddler
- Floronic Man
- Goldface
- Gorilla Grodd
- Heat Wave
- Héctor Hammond
- Hiedra Venenosa
- Killer Frost (Louise Lincoln)
- Kobra
- Major Disaster
- Metallo
- Mister Mind
- Monocle
- Prankster
- Psico-Pirata (Roger Hayden)
- Ra's al Ghul
- Rainbow Raider
- Riddler
- Solomon Grundy
- Star Sapphire
- Vándalo Salvaje
- Wizard

## Sociedad de Lex Luthor
Organizado por Alexander Luthor, Jr. presentándose como Lex Luthor. Con un consejo de gobierno de seis miembros que harían la supervisión de una lista estructurada de 200 fuertes Villanos , la Sociedad era una grave amenaza a los superhéroes del mundo. El Joker es el gran ausente de esta lista, porque es el único villano que es temido por otros villanos; sin embargo el Joker asesina varios miembros de la Sociedad en venganza por haberlo dejado de lado.

### El Consejo de la Sociedad
- Adán Negro
- Alexander Luthor Jr.
- Calculator
- Doctor Psycho
- Deathstroke
- Talia al Ghul

### Miembros de la Sociedad
- Abra Kadabra (Infinite Crisis #2)
- Amazo (Villains United #5)
- Amos Fortune (Villains United #5)
- Amígdala (Villains United: Infinite Crisis Special)
- Angle Man (Angelo Bend, Catwoman #46)
- Araña Negra (Derrick Coe, Villains United #2)
- Atomic Skull (Albert Michaels, Villains United #5)
- Bane (Villains United: Infinite Crisis Special)
- Baron Blitzkrieg (JSA #81)
- Bizarro (Superman #220)
- Black Hand (Infinite Crisis #1)
- Blackrock (Lucia, Superman #223)
- Body Doubles (Villains United #1)
- Bolt (Villains United #5)
- Boss Moxie (Infinite Crisis #7)
- Hermandad del mal
  - Cerebro (Infinite Crisis #4)
  - Disruptor
  - Gemini (Infinite Crisis #4)
  - Houngan (Infinite Crisis #4)
  - Monsieur Mallah (Villains United #5)
  - Phobia (Villains United #1)
  - Plasmus (Villains United #1)
  - Warp (Infinite Crisis #4)
- Brutale (Villains United #2)
- Bug y Byte (Infinite Crisis #2)
- Capitán Bumerang (Owen Mercer, The Flash v.2 #225)
- Capitán Frío (The Flash v.2 #225)
- Capitán Nazi (Villains United #2)
- Capitán Stingaree (Justice League of America #2)
- Catwoman (Catwoman #46)
- Cavalier (Mortimer Drake, Justice League of America #2)
- Chain Lightning (Infinite Crisis #2)
- Charaxes (Infinite Crisis #7)
- Charybdis (Infinite Crisis #3)
- Chita (Barbara Ann Minerva, Villains United #1)
- Chemo (Infinite Crisis #4)
- Cheshire (Villains United #5)
- Chronos (Infinite Crisis #7)
- Cicada (Villains United #1)
- Clayface (Basil Karlo, Superman/Batman #19)
- Coldsnap (Villains United TPB)
- Colonel Computron (Infinite Crisis #2)
- Conde Vértigo (Villains United #2)
- Crazy Quilt (Villains United #2)
- Crime Doctor (Villains United #2)
- Crowbar (Infinite Crisis #7)
- Cyborgirl (Infinite Crisis #7)
- Dark Némesis (Teen Titans Vol. 2 #7)
  - Blizzard (Infinite Crisis #7)
  - Vault (Outsiders # 33)
- Los Tres Demonios (Day of Vengeance: Infinite Crisis Special)
- Deep Six (Aquaman #37)
  - Gole (New Gods #6)
  - Jaffar (New Gods #6)
  - Kurin (New Gods #2)
  - Shaligo (New Gods #6)
  - Slig (New Gods #5)
  - Trok (New Gods #6)
- Digital Djinn (Infinite Crisis TPB)
- Doctor Alchemy (The Flash #225)
- Doctor Cyber (Villains United TPB)
- Doctor Light (Arthur Light, Countdown to Infinite Crisis)
- Doctor Moon (Manhunter #17)
- Doctor Polaris (Neal Emerson, Villains United #2)
- Doctor Sivana (Infinite Crisis #2)
- Doomsday (Villains United: Infinite Crisis Special)
- Double Dare (Villains United #5)
- Double Down (The Flash #225)
- Duke of Oil (Green Arrow #46)
- Eel (Aquaman #37)
- Effigy (Superman #225)
- Electrocutor (Infinite Crisis #7)
- Evil Star (Villains United TPB)
- Fadeaway Man (Villains United #1)
- Fastball (Infinite Crisis #7)
- Fatality (Villains United #1)
- Félix Fausto (Villains United #1)
- Fearsome Five (Villains United #5)
  - Psimon (Villains United #5)
  - Jinx (Villains United #5)
  - Mammoth (Villains United #5)
  - Shimmer(Villains United #5)
- Firefly (Villains United #3)
- Fisherman (Infinite Crisis #1)
- Floronic Man (Infinite Crisis #7)
- Folded Man (Infinite Crisis #7)
- Gamesman (Aquaman #37)
- Gearhead (Infinite Crisis #7)
- General (Infinite Crisis #3)
- Giganta (Villains United #5)
- Girder (The Flash v.2 #225)
- Gorilla Grodd (Villains United #1)
- Goth (Infinite Crisis #2)
- Gunhawk (Villains United TPB)
- H.I.V.E. (Villains United #4)
- Hammer y Sickle (Catwoman #46)
- Los Hangmen (Manhunter #21)
  - Breathtaker
  - Killshot
  - Provoke
  - Shock Trauma (Infinite Crisis #7)
  - Stranglehold
- Heatstroke (Villains United TPB)
- Hardhat (Infinite Crisis #7)
- Harlequin (Duela Dent) (Teen Titans/Outsiders Secret Files)
- Harley Quinn (Superman/Batman #19)
- Headhunter (Infinite Crisis #7)
- Ola de Calor (Superman #225)
- Héctor Hammond (Villains United: Infinite Crisis Special)
- Hellhound (Jack Chifford, Villains United #2)
- Hermano Sangre (Teen Titans #26)
- Humpty Dumpty (Villains United #5)
- Hugo Strange (Catwoman #46)
- Sociedad de la Injusticia (JSA: Classified #6, betrayed by the Society) 
  - Johnny Sorrow (JSA: Classified #6)
  - Wizard (Villains United #2)
  - Icicle (Cameron Mahkent, JSA: Classified #6)
  - Gentleman Ghost (Villains United #1)
  - Rag Doll (Peter Merkel, Villains United #5)
  - Tigresa (JSA: Classified #6)
  - Thinker (Clifford DeVoe Infinite Crisis #2)
  - Solomon Grundy (Villains United #5)
- Las Hyenas (Summer Day and Jivan Shi, Villains United #2 and Batman #647)
- Ibac (Villains United #5)
- Invisible Destroyer (Martin Phillips) (Infinite Crisis #7)
- I.Q. (Infinite Crisis TPB)
- Iron Cross (Infinite Crisis #7)
- The Key (Infinite Crisis #7)
- Maxwell Lord (Infinite Crisis TPB)
- Killer Croc (Villains United #5)
- Killer Frost (Louise Lincoln, Villains United 2)
- Killer Shark (Birds of Prey #92)
- Killer Wasp (Infinite Crisis TPB)
- King Shark (Villains United #5)
- Knockout (Villains United #1)
- Lady Vic (Villains United: Infinite Crisis Special)
- La Liga de Asesinos (Villains United: Infinite Crisis Special)
  - Lady Shiva (Villains United: Infinite Crisis Special)
  - Nyssa Raatko (JSA: Classified #6)
  - Shrike (Villains United: Infinite Crisis Special)
- Lock-Up (Villains United: Infinite Crisis Special)
- El Sombrerero Loco (Infinite Crisis #7)
- Madmen (Villains United #5)
- Magenta (The Flash #225)
- Man-Bat (Infinite Crisis #7)
- Manta Negra (Villains United #1)
- Marine Marauder (Aquaman #37)
- Máscara Negra (Batman #646)
- Meanstreak (Infinite Crisis #7)
- Merlyn (Green Arrow #57)
- Amo de los Espejos (Evan McCulloch, The Flash v.2 #225)
- Mister 104 (Countdown to Infinite Crisis)
- Mister Atom (Infinite Crisis #2)
- Sr. Frío (Villains United #1)
- Mister Poseidon (Infinite Crisis #2)
- Mister Terrible (Villains United #5)
- Mister Who (Infinite Crisis #7)
- Mister Zsasz (Villains United #5)
- Monocle (Manhunter #8)
- Multiplex (Villains United #1)
- Murmur (Infinite Crisis #1)
- New Wave (Infinite Crisis #3)
- Nuclear Family (Crisis Aftermath: The Battle for Blüdhaven #4)
- The Nuclear Legion (Crisis Aftermath: The Battle for Blüdhaven #1)
  - Geiger
  - Mister Nitro
  - Neutrón (Infinite Crisis #7)
  - Nuclear
  - Profesor Radium
  - Reactron
- Nyola (Infinite Crisis TPB)
- Amo del Océano (Aquaman #37)
- Onomatopoeia (Infinite Crisis #7)
- Parásito (Alexandra Allston, Villains United #4)
- Pingüino (Detective Comics #802)
- Per Degaton (Infinite Crisis #7)
- Piscator (Infinite Crisis #3)
- Pistolera (Secret Six #1)
- Planet Master (Kobra version, Infinite Crisis #7)
- Plastique (Justice League of America #2)
- Hiedra Venenosa (Superman/Batman #19)
- Bromista (Birds of Prey #92)
- Profesor Ivo (Infinite Crisis #7)
- Prometheus (Grant Morrison's version, Villains United #1)
- Psico-Pirata (Roger Hayden, Infinite Crisis #1)
- Punch y Jewelee (Teen Titans/Outsiders Secret Files)
- Quakemaster (Infinite Crisis #3)
- Abeja Reina (Zazzala, Villains United #4)
- Queen Clea (Villains United TPB)
- Ravager (Teen Titans #22)
- Red Panzer (Justin, Infinite Crisis #1)
- Replicant (Villains United TPB)
- Riddler (Green Arrow #50)
- Rosie the Riveter (Villains United TPB)
- Banda de la Escalera Real (Villains United #4)
- Ruina (Profesor Hamilton, Adventures of Superman #642)
- Sabbac (Ishamel Gregor, Villains United #1)
- El Espantapájaros (Villains United #5)
- Scavenger (Aquaman #37)
- El segundo Scavenger (Superboy #2)
- Scorch (Superman #225)
- Sea Wolf (Aquaman #37)
- Shadow Thief (Villains United #1)
- Shark (Infinite Crisis #3)
- Shellshock (Infinite Crisis #3)
- Shiv (Infinite Crisis TPB)
- Shrapnel (Villains United #1)
- Silver Banshee (Infinite Crisis #3)
- Silver Ghost (Infinite Crisis #1)
- Sinestro (Villains United #5)
- Siren (Infinite Crisis #3)
- Skorpio (Villains United #1)
- Sledge (Villains United #3)
- Smart Bomb (Bradley, Catwoman #47)
- Spectrumonster (Infinite Crisis #7)
- Spellbinder (Fay Moffit, Infinite Crisis #7)
- Starro (Infinite Crisis #7)
- Sting (Villains United #5)
- The Superior Five (Villains United #4)
  - Tremor: Awkwardman
  - Hindenberg: Blimp
  - Splitshot: White Feather
  - Lagomorph: Dumb Bunny
  - Jongleur: Merryman
- Syonide (Kobra version, Firestorm # 17)
- Tally Man (Infinite Crisis #7)
- Tar Pit (The Flash v2 #225)
- Tattooed Man (Abel Tarrent, Villains United: Infinite Crisis Special)
- Terra-Man (52 #2)
- El segundo Thinker (Infinite Crisis #2)
- Torpedo Man (Villains United #5)
- Juguetero (Winslow Schott, Villains United #5)
- Trickster (James Jesse, The Flash v.2 #225)
- Trident (Teen Titans/Outsiders Secret Files)
- Trigger Twins (Infinite Crisis #7)
- Turtle (The Flash #225)
- Tweedledee & Tweedledum (Dumfree y Deever Tweed) (Villains United #5)
- Typhoon (Infinite Crisis #3)
- Übermensch (Villains United #5)
- Ultivac (Infinite Crisis #2)
- Vándalo Salvaje (Villains United #5)
- El Ventrílocuo y Scarface (Infinite Crisis #1)
- Vicious (Secret Six #1)
- Virtuoso (Villains United #5)
- Mago del Clima (Villains United #2)
- The Word (Infinite Crisis TPB)
- Zebra-Man (Kobra versión, Infinite Crisis #7)
- Zookeeper (Villains United: Infinite Crisis Special)
- Zoom (Infinite Crisis #1)

### Miembros posibles
- Catman (Se convirtió en miembro de los Seis Secretos)
- Creeper
- Kite Man
- Manhunters (Mark Shaw o Kate Spencer)

### Miembros muertos
- Hyena
- Doctor Polaris
- Fisherman
- Altos rangos de la Banda de la Escalera Real
- Rag Doll (Peter Merkel)
- Psico-Pirata
- Professor Amos Fortune
- Deuce Canyard
- Baron Blitzkrieg
- Alexander Luthor Jr.
- Doctor Spectro
- Boss Moxie

## Sociedad de Libra
En el período previo a Crisis final, el retornado villano Libra (que pasa a ser el profeta de Darkseid) toma los restos dispersos de la Sociedad Secreta de Luthor y los utiliza para crear su propia Sociedad Secreta de Supervillanos al servicio de Darkseid.

### Líder
- Libra

### Círculo Interno
- Amo del Océano
- Doctor Sivana
- Gorilla Grodd
- Lex Luthor
- Talia al Ghul
- Vándalo Salvaje

### Miembros de la Sociedad
- Black Hand
- Manta Negra
- Chronos
- Clayface (Basil Karlo)
- Cyborgirl
- Deathstroke
- Doctor Polaris
- Giganta
- Human Flame
- Icicle (Cameron Mahkent)
- Joker
- Key
- Killer Croc
- Killer Frost (Louise Lincoln)
- Metallo
- Parásito (Rudy Jones)
- Shadow Thief
- Shatterfist (Unnamed Successor)
- Shrike
- Silver Swan
- Typhoon
- Zoom

### Miembros anteriores
- Doctor Light
- Effigy
- The Hangmen
  - Breathtaker
  - Killshot
  - Provoke
  - Shock Trauma
  - Stranglehold
- Renegados
  - Abra Kadabra
  - Amo de los Espejos
  - Capitán Frío (antes)
  - Mago del Clima
  - Ola de Calor
- Nuevos Renegados
  - Burn
  - Chill
  - Mirror Man
  - Mr. Magic
  - Mago del Clima

### Miembros convertidos en "Justifiers"
- Gorilla Grodd
- Human Flame
- Killer Croc
- Man-Bat
- Silver Swan (Vanessa Kapatelis)
- Typhoon

## Sociedad de Chita
Luego de Crisis final, Chita reúne una nueva versión de la Sociedad Secreta de Supervillanos.
- Crime Doctor (Anica Balcescu)
- Doctor Poison (Unknown)
- Félix Fausto
- Luciérnaga
- Genocide
- Mammoth
- Phobia
- Profesor Ivo
- Volcán Rojo
- Shrapnel
- T.O. Morrow